# Eduard Erler

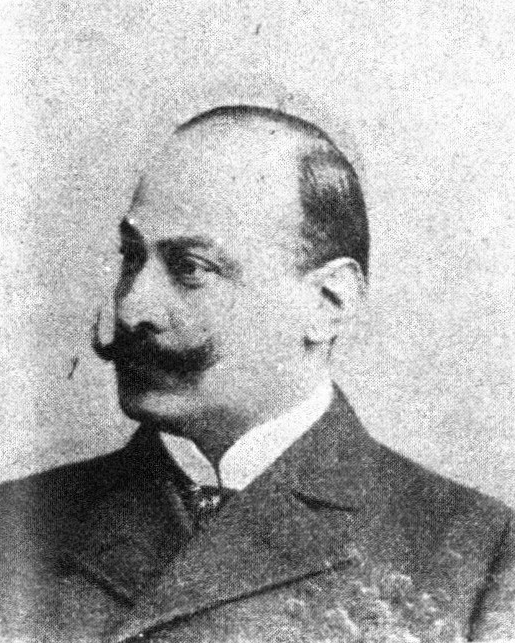
Eduard Erler

Eduard Erler (* 25. September 1861 in Innsbruck; † 1. November 1949 ebenda) war ein österreichischer Politiker der Deutschen Volkspartei bzw. ab 1917 der Deutschnationalen Partei.

## Ausbildung und Beruf
Nach dem Besuch der Volksschule ging er an das Gymnasium in Innsbruck. An der dortigen Universität studierte er von 1879 bis 1883 Rechtswissenschaft und wurde 1885 zum Dr. iur. promoviert. Danach wurde er zunächst Advokaturskonzipient, bevor er 1893 selbst die Zulassung als Advokat in Innsbruck bekam.

## Politische Funktionen und Mandate
- 1898–1919: Vizebürgermeister von Innsbruck
- 31. Jänner 1901 bis 30. Jänner 1907: Abgeordneter des Abgeordnetenhauses im Reichsrat (X. Legislaturperiode), Kurie Städte / Handels- und Gewerbekammer; Region Innsbruck, Hall, Rattenberg etc.; Kronland Tirol
- 17. Juni 1907 bis  8. Mai 1908: Abgeordneter des Abgeordnetenhauses im Reichsrat (XI. Legislaturperiode), Wahlbezirk Tirol 1,Stadt Innsbruck 1 (im Mai 1908 legte Erler sein Mandat zurück und wurde von Josef Holzhammer nach einer Reichsratsergänzungswahl ersetzt)
- 17. Juli 1911 bis 12. November 1918: Abgeordneter des Abgeordnetenhauses im Reichsrat (XII. Legislaturperiode), Wahlbezirk Tirol 1, Deutscher Nationalverband
- 21. Oktober 1918 bis 16. Februar 1919: Mitglied der Provisorischen Nationalversammlung, DnP